# Binning (Bad Berneck im Fichtelgebirge)
Binning ist ein Wohnplatz der Stadt Bad Berneck im Fichtelgebirge im Landkreis Bayreuth (Oberfranken, Bayern). Der Ort liegt in der Gemarkung Bad Berneck.

## Geografie
Die Siedlung ist Teil von Bad Berneck. Sie liegt zwischen dem Weißen Main im Süden und der Eisenleite im Norden an der Bundesstraße 303.

## Geschichte
Binning  wurde in der zweiten Hälfte des 19. Jahrhunderts auf dem Gemeindegebiet von Berneck gegründet. Benannt wurde der Ort nach dem Flurgebiet „Binnich“.

### Einwohnerentwicklung
| Jahr      | 001818 | 001885 | 001900 | 001925 | 001950 | 001961 |
| Einwohner | *      | 41     | 27     | 116    | *      | *      |
| Häuser    | *      | 4      | 3      | 10     | *      | *      |
| Quelle    | [ 3 ]  | [ 7 ]  | [ 8 ]  | [ 9 ]  | [ 10 ] | [ 11 ] |

## Religion
Binning ist evangelisch-lutherisch geprägt und bis heute nach (Bad) Berneck gepfarrt.